# Naiyer Masud
Naiyer Masud (Lucknow, Uttar Pradesh, Índia; 1936 - 24 de juliol de 2017) va ser un escriptor indi.
Va viure sempre en Lucknow (Uttar Pradesh), en una casa construïda pel seu pare, catedràtic de persa com ell, a la qual va denominar Adabistan ('Casa de la Literatura'). Va ser catedràtic de llengua persa a la Universitat de Lucknow fins a la seva jubilació, i traductor de literatura persa a l'urdu i en particular de Franz Kafka. Va ser doctor en literatura persa per la Universitat de Lucknow i en literatura urdu per la Universitat d'Allahabad.
Va ser un declarat admirador de Kafka, Poe i Borges. A més d'assajos literaris i alguns contes infantils, va escriure tres volums de relats que van rebre importants guardons de l'Índia, com el premi Urdu de Sahitya Akademi el 2001, o el Saraswati Samman el 2008. Aquest últim premi, atorgat per la Fundació Birla a una obra literària excepcional escrita en una llengua de l'Índia, és un dels honors literaris més prestigiosos del país.